# 1 litre no namida
1 Litre no Namida (1リットルの涙, Ichi Rittoru no Namida) é um filme japonês do género drama, realizado por Riki Okamura e escrito por Takao Tanaka e Bunta Yamamoto, com base no diário homónimo de Aya Kitō.
Protagonizado por Asae Ōnishi, estreou-se no Japão a 10 de fevereiro de 2005.

## Elenco
- Asae Ōnishi como Aya Kitō
- Kazuko Kato como mãe de Aya Kitō
- Yoshimi Ashikawa
- Mitsuo Hamada
- Omiro Itakura como Kobayashi
- Yoneko Matsukane